# Wulfila proximus
Wulfila proximus là một loài nhện trong họ Anyphaenidae.
Loài này thuộc chi Wulfila. Wulfila proximus được Octavius Pickard-Cambridge miêu tả năm 1895.